# Arbeit macht frei
Arbeit macht frei is een spreuk die boven de toegangspoorten van de nationaalsocialistische concentratiekampen en vernietigingskampen stond. De spreuk laat zich het best vertalen als 'arbeid bevrijdt'. Alleen in kamp Buchenwald stond  Jedem das Seine boven de poort.

## Oorsprong
De spreuk is de titel van een in 1873 gepubliceerde roman van Lorenz Diefenbach genaamd Arbeit macht frei: Erzählung von Lorenz, waarin gokkers en oplichters de eeuwige deugd bereiken door arbeid. De uitdrukking werd ook in het Frans gebruikt door de Zwitser Auguste Forel (Le travail rend libre!) in zijn werk Fourmis de la Suisse (1920). De spreuk werd al sinds 1933 door de nazi's gebruikt.
Oorspronkelijk was de spreuk niet zozeer cynisch als wel belerend bedoeld.

## Auschwitz
Volgens een BBC-documentaire van Laurence Rees werd de spreuk in Auschwitz I in opdracht van Rudolf Höss bevestigd. Deze had zelf een aantal jaar gevangengezeten in de Weimarrepubliek en had daar ervaren dat het doen van fysiek werk hem door de gevangenschap heen hielp. In de nazipropaganda heette het dat de Joden in de kampen zouden leren werken tot misschien de dood erop zou volgen (want daar zouden ze door genetische oorzaken niet op berekend zijn).
Een van de letters boven de toegangspoort van Auschwitz I lijkt incorrect aan het hekwerk bevestigd te zijn: de "B" uit Arbeit lijkt op haar kop te staan. Een veelgehoord verhaal is dat dit door de gevangenen zelf gedaan zou zijn: uit protest, of als waarschuwing aan nieuwe gevangenen. Het is echter onwaarschijnlijk dat dit de nazi's niet zou zijn opgevallen, of dat, als het ze wel was opgevallen, ze haar vijf jaar lang zouden hebben laten zitten. Een andere verklaring luidt als volgt: in het Duitsland van die tijd werd volop geëxperimenteerd met schreefloze lettertypes, en in sommige varianten werd de onderste boog van de 'B' kleiner weergegeven dan de bovenste. De bovenste boog van de 'B' is (vrijwel) even groot als de boog van de 'R'.
Het ijzerwerk met de spreuk in Auschwitz I werd in de ochtend van 18 december 2009 van het hek losgemaakt en gestolen. Drie dagen later meldde men dat het ijzerwerk, in drie stukken gezaagd, teruggevonden was in Noord-Polen. Vijf verdachten werden opgepakt.

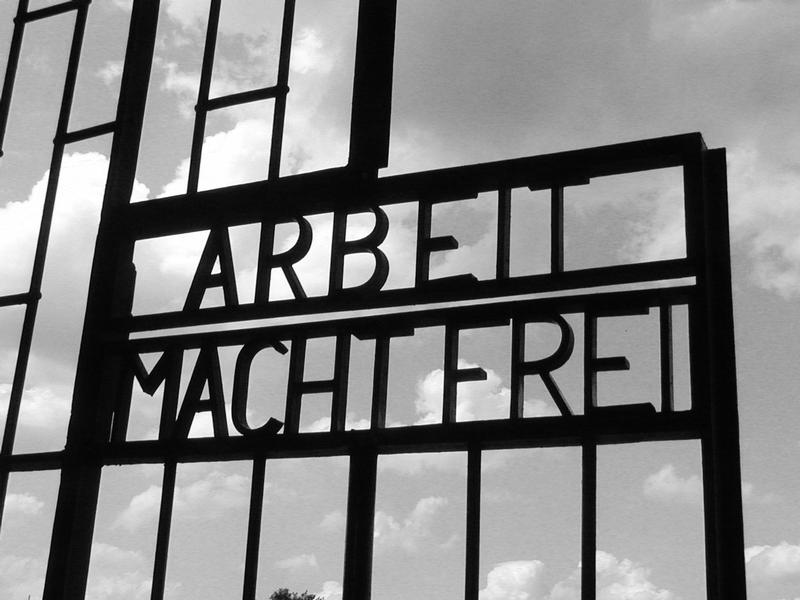
Toegangshek naar Sachsenhausen.
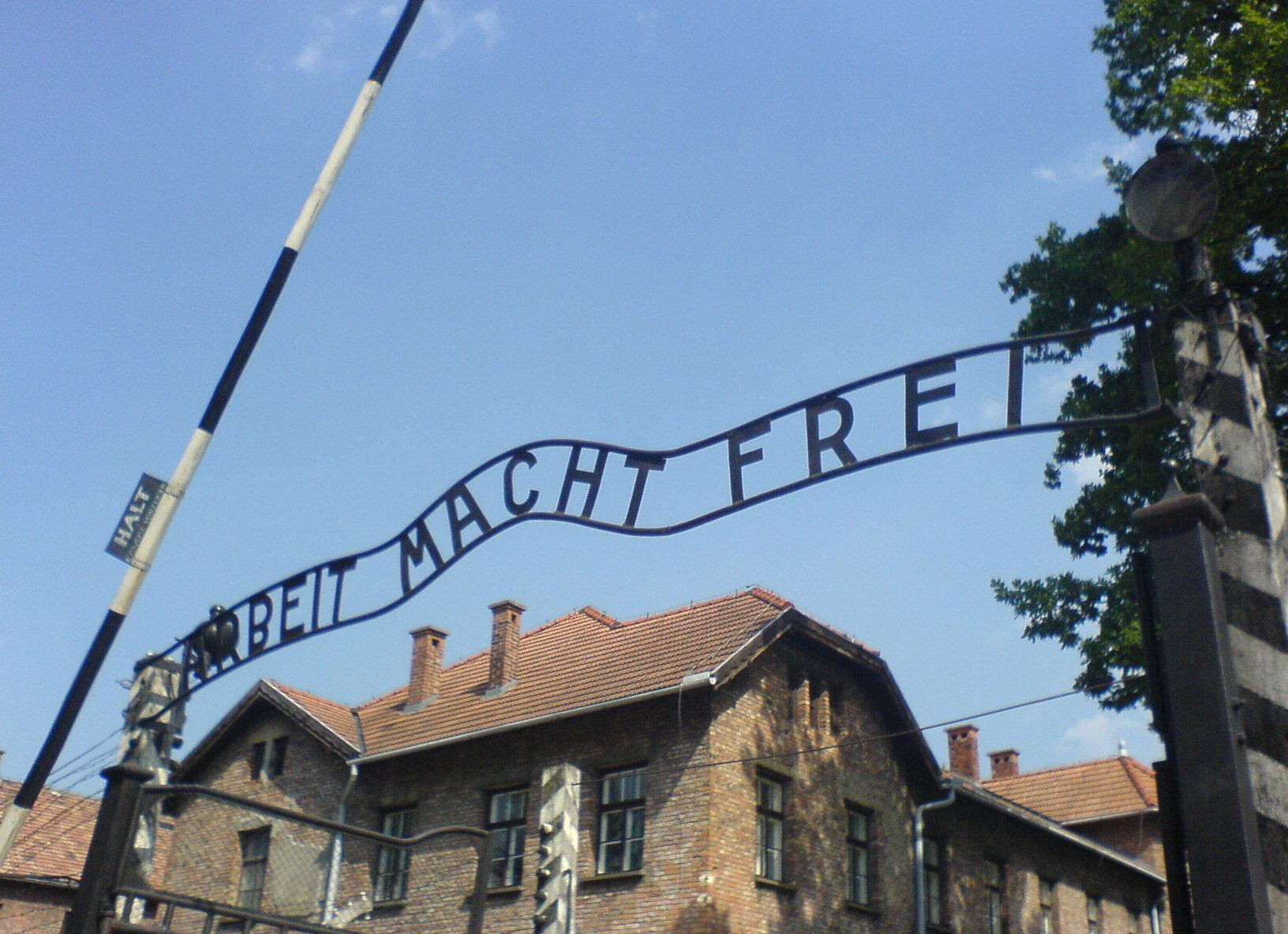
Toegangspoort van Auschwitz I.
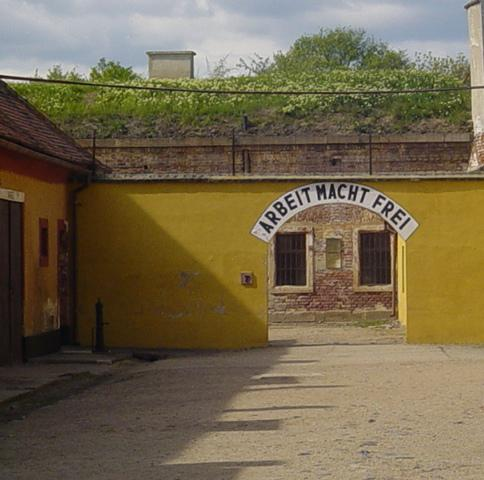
Toegangspoort van Theresienstadt.
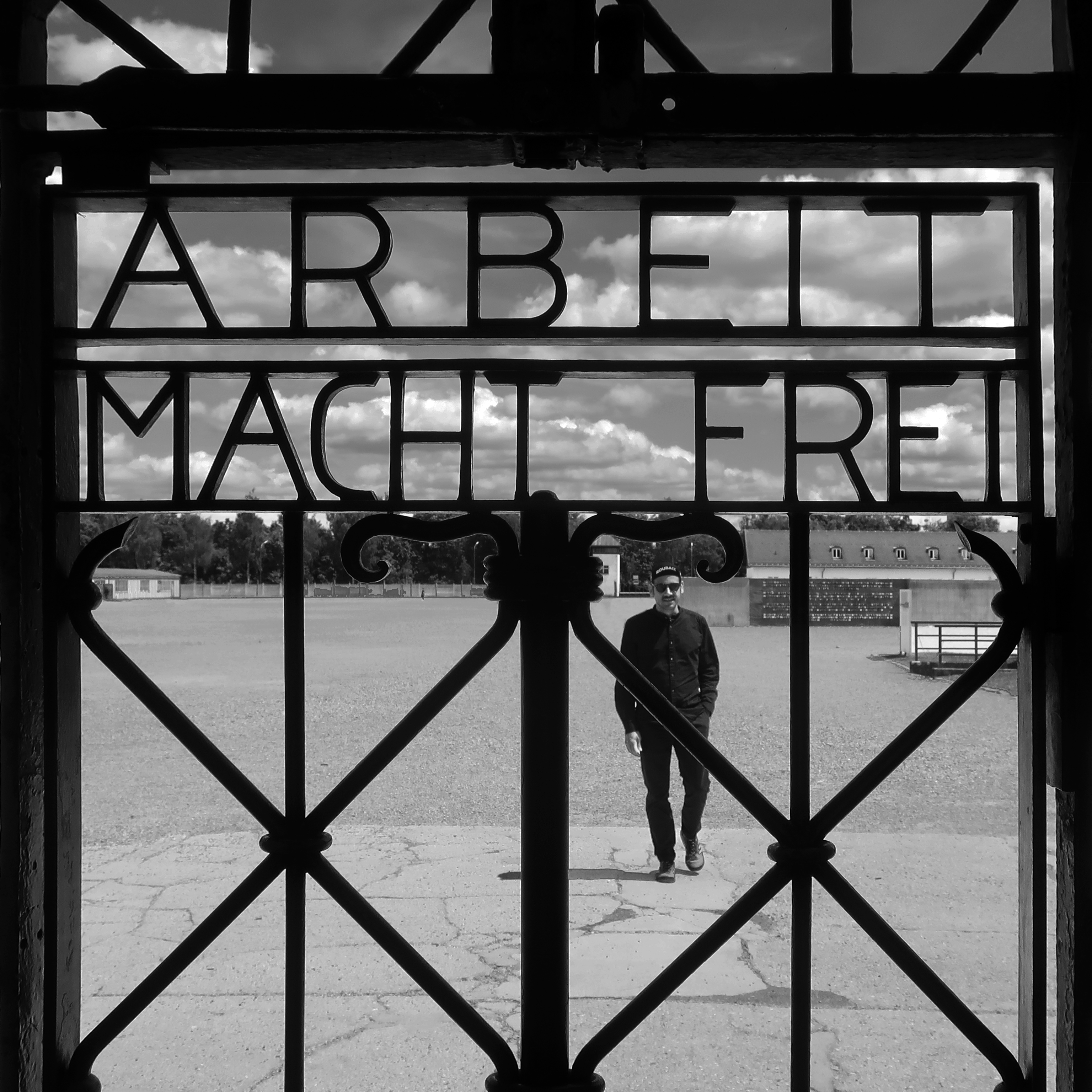
Ingang van Dachau.